# Parcipativna prinosniška obveznica brez zapadlosti
Parcipativna prinosniška obveznica brez zapadlosti je obveznica, pri kateri je lastnik upravičen do določenega dela dobička izdajatelja (najpogosteje podjetja), se glasi na prinosnika - torej ni navedena v imeniku vrednostnih papirjev in nima zapadlosti, kar pomeni, da izdajatelju ni nikoli potrebno plačati glavnice investitorju.